# Ювілейний (Курська область)
Ювілейний (рос. Юбилейный) — селище в Курському районі Курської області Російської Федерації.
Населення становить 1702 особи. Входить до складу муніципального утворення Щетинська сільрада.

## Історія
Населений пункт розташований на території українського етнічного та культурного краю Східна Слобожанщина.
Від 2004 року входить до складу муніципального утворення Щетинська сільрада.

## Населення
| 2002 | 2010  |
| ---- | ----- |
| 1619 | ↗1702 |